# سید میثم حسینی
سید میثم حسینی (زادهٔ ۱۷ خرداد ۱۳۶۶ - نوشهر)، بازیکن سابق فوتبال اهل ایران است.
وی سابقه بازی در تیم‌های شموشک، گسترش فولاد، استقلال، نفت تهران، پرسپولیس و سیاه‌جامگان را دارد.

## افتخارات
قهرمانی جام حذفی فوتبال ایران ۱۲–۲۰۱۱ به همراه استقلال تهران
نایب قهرمانی جام حذفی فوتبال ایران ۱۰–۲۰۰۹ به همراه گسترش فولاد